# Ponche crema
El ponche crema es una bebida alcohólica típica de Venezuela hecha a base de azúcar, alcohol etílico, huevo y leche. Se consume especialmente en épocas navideñas. Por lo general se sirve frío en vasos o copas o se puede ofrecer a temperatura ambiente en tazas pequeñas, ya sea como aperitivo o pousse-café. En las fiestas decembrinas, es tradición ofrecer esta bebida a invitados y visitas.

## Orígenes

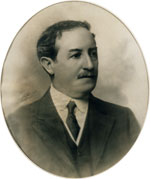
Eliodoro González P.

No se ha podido determinar el origen de la receta de este producto comercial. Sin embargo, fue el químico y perfumista venezolano Eliodoro González Poleo (Guarenas, 1871- Caracas, 29 de enero de 1923) quien lo introdujo en el mercado, a través de su propia empresa, la Licorería Central. El primer anuncio del Ponche Crema que fue creado en 1900 y patentado cuatro años después, se publicó en la revista El Cojo Ilustrado en 1905. Desde entonces, cuatro generaciones han sostenido la fábrica de esta bebida y han mantenido el secreto de la receta que contiene las proporciones exactas de los ingredientes del producto, cuyo grado alcohólico es de 14 GL. Ponche Crema causó sensación en la Feria Mundial de San Luis de 1904, la primera feria que reunió los inventos y novedades del siglo XX. De igual manera, los ingleses le otorgaron el premio "Grand Prix", en Londres. Fue recibido cálidamente en la Exposición Marítima Internacional de Burdeos y en el Salón de Alimentación e Higiene de París. 
Varios años después del fallecimiento de Eliodoro González, en 1946 comienza la llamada era moderna de Ponche Crema cuando sus herederos deciden establecer una alianza estratégica con dos exitosos empresarios H.L. Boulton  y Francisco Monteverde.  En 2005 se fusionaron la Compañía Anónima Ponche Crema con el Complejo Licorero del Centro para dar origen al Complejo Licorero Ponche Crema en Ocumare del Tuy, el cual continúa fabricando el producto, así como otro desarrollado antes de ese año, denominado Café Crema con idénticos ingredientes y con la adición de café.
Es difícil asegurar si el Ponche Crema es un producto original o fue copiado de alguna bebida popular tradicional venezolana, pero como la marca Ponche Crema ha sido registrada, al igual que la receta, ningún otro producto comercial puede llevar este mismo nombre. A pesar de esta limitación jurídica, el nombre es utilizado en la actualidad como expresión habitual para referirse a la bebida hecha en casa que emula el producto. En este caso también se le da el nombre coloquial "leche de burra".
Es posible que el Ponche Crema venezolano sea una versión del Poche de huevo americano establecido por los colonos británicos en Norteamérica en el siglo XVIII, que a su vez tiene como raíz la bebida medieval británica llamada Posset.

## Variaciones
El Ponche Crema tiene diversas versiones, algunas de ellas comerciales, aunque no han tenido el éxito del producto original. La familia tradicional venezolana ha logrado recrear esta bebida en casa usando otros ingredientes tales como: leche condensada, huevos de gallina, nuez moscada y ron añejo o su variante aguardiente de caña (llamado coloquialmente "caña clara"). Recientemente, se ha utilizado mezcla instantánea para preparar flan como sustituto de los huevos.
En la población venezolana de Mucuchíes, se prepara uno aromatizado con ralladura de limón y clara de huevo batida. Más contemporánea es una receta con auyama, sobre todo para quienes no pueden o no quieren consumir huevos.
Otra variante consiste en saborizar el producto con café, chocolate o cacao creando un licor similar al baileys irlandés. Dentro de los ingredientes utilizados para variar su sabor, se puede utilizar el brandy como sustituto del ron añejo. Algunos prueban aromatizar previamente el ron con hojas de naranjo, ralladuras de cáscara de limón, etc.

## El ponche en la lexicografía del béisbol
El narrador deportivo Pancho Pepe Cróquer (1920-1956) llamado “La Voz de América”,  hizo fama en la década de los años 40 como narrador de los campeonatos de béisbol profesional venezolano y en los juegos le hacía la publicidad al Ponche Crema, conocido como "el único de Eliodoro González P". A Cróquer le surgió la idea de hacer una asociación lingüística del término de béisbol "ponche" (que se originó en Cuba a partir del término en inglés "punch out" y que ya era conocido en Venezuela y todo el Caribe) con el Ponche Crema, como publicidad. Decía Croquer: "Ahí viene la bola... Yyyyy see pooooncha... Ponche rico, Ponche Crema, el único de Eliodoro González P."
Pancho Pepe Cróquer así popularizó más aún el término "ponche" en el país y, con el tiempo, los términos poncharse, salir ponchado, recibir un ponche, aparte de su significado en el béisbol, también se usaron en el habla coloquial para denotar una mala situación por la que pasa una persona.